# Einberg (Rödental)
Einberg ist ein Stadtteil der oberfränkischen Stadt Rödental im Landkreis Coburg. Am 1. Januar 1971 gehörte Einberg neben den damaligen Gemeinden Mönchröden, Oeslau, Rothenhof, Kipfendorf und Unterwohlsbach zu den Gründungsgemeinden Rödentals.

## Geografie
Einberg liegt auf einem flachen Südosthang zwischen dem Rödental und dem Einberger Wald, rund sieben Kilometer nordöstlich von Coburg. Zentrum und historischer Kern des Ortes ist ein steil ansteigender Kirchberg, der Glockenberg. Die höchste Erhebung des Einberger Waldes ist der Kieferberg, mit 406 Metern etwa 100 Meter höher liegend als die Röden. Aufgrund markanter Felspartien und Schluchten wird das Waldgebiet auch als „Einberger Schweiz“ bezeichnet.

## Geschichte

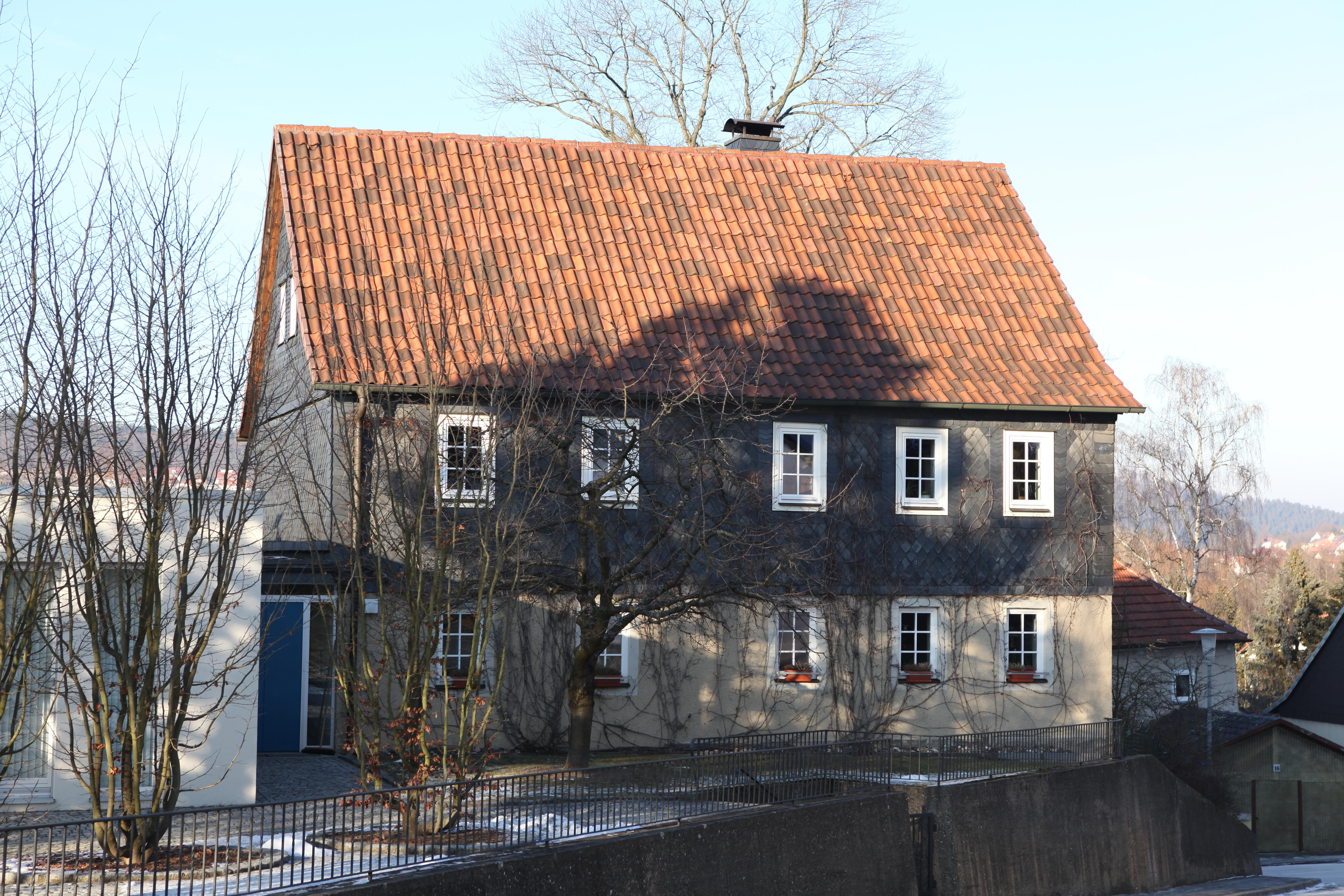
Zweigeschossiger Satteldachbau aus dem 18./19. Jahrhundert, im Bereich des abgegangenen Oberen Schlosses

Die erste Erwähnung der Siedlung „jvvenberg“, aus der sich das heutige Einberg entwickelte, stammt aus dem Jahr 1162. „Sigifrit“ und „Heinrich de jvvenberg“ wurden in einer Urkunde des Bamberger Bischofs Eberhard II. von Hermann Sterker, Burggraf von Meißen, zu Schlichtern in einem Streit um die Grenzen kirchlichen Besitzes ernannt.
Die Herren über das kleine befestigte Gut auf Einberg waren Landadlige. Die Mitglieder der Familie Kranich wurden 1317 als Lehensleute der Grafen von Henneberg genannt. 1338 wurde die Familie Hofer als Lehensträger urkundlich erwähnt, Lehensherr war das Saalfelder Kloster. Die Herren von Schaumburg sind ab 1378 als Besitzer des Gutes dokumentiert. Von 1429 bis 1588 war die Familie von Coburg, ein reich begütertes Rittergeschlecht, Besitzer und wohnte ab 1498 auf dem Ansitz, der 1505 in den oberen Hof, das Schloss und den unteren Hof geteilt wurde. Während der Reformation fielen 1531 die Lehensrechte an den jeweils das Coburger Land regierenden Landesherrn.
Im Jahr 1598 erwarb der Junker Ernst von Bach, Herr des Gutes Neuhof, das Rittergut Einberg von Herzog Johann Casimir. 1620 übernahm die Familie von Hanstein für zwei Jahrhunderte das Anwesen, das zumeist verpachtet war. 1630 umfasste die Siedlung 31 Gebäude, die auf dem Glockenberg um die Kirche, den Friedhof und das Schloss sowie mit der Happachsmühle an der Röden standen. Im Jahr 1634 wurden im Dreißigjährigen Krieg 23 Gebäude, unter anderem auch das Schloss, zerstört. Nach einem Jahrhundert hatte Einberg wieder seine frühere Größe erreicht.
Im Jahr 1811 kam es zur Umwandlung des Lehens in Erbbesitz und 1833 folgte der Verkauf des Gutes durch Ludwig und Alexander von Hanstein an den Coburger Kanzleirat Friedrich August Briegleb. Das verfallene Schloss war schon 1831 abgerissen worden. Nach der Übernahme des Gutes durch Moriz Adolph Briegleb im Jahr 1851 begann der Verkauf des Grundbesitzes an die Einberger Einwohner. Die Wälder wurden an den herzoglichen Domänenfiskus veräußert. 1925 besaßen die Erben noch ein Haus und die Hälfte des früheren Schlossgartens, die 1957/58 auch verkauft wurden.
Im 20. Jahrhundert waren im benachbarten Oeslau das 1857 gegründete Annawerk und die 1871 eröffnete Porzellanfabrik W. Goebel die größten Arbeitgeber für die Einberger Bevölkerung.

### Pfarrei
Eine Kirche wurde in Einberg um 1200 als Filiale der Urpfarrei Fechheim errichtet. 1529 war die erste evangelische Visitation und um 1531 wurde Einberg Pfarramt. Zu dem Kirchspiel gehören die Rödentaler Gemeindeteile Einberg, Waldsachsen, Rothenhof, Spittelstein, Theißenstein, Kipfendorf und Thierach. Filialgemeinden waren Mönchröden, das 1912, und Oeslau, das 1950 zur selbständigen Pfarrei erhoben wurde. Nach Seidmannsdorf ausgepfarrt wurden 1839 Rögen sowie 1979 Neu- und Neershof. 2010 hatte die Gemeinde 2800 Mitglieder.

### Schule
Um 1590 wurde das erste Schulhaus gegenüber der Kirche in Betrieb genommen. Die Schüler kamen aus den Gemeinden der Pfarrei. Ein neues Schulhaus wurde 1855 eingeweiht. Zwischen 1875 und 1901 schieden die anderen Gemeinden aus dem Schulverband aus und errichteten eigene Schulen. Weitere Schulbauten bzw. Erweiterungen folgten 1932, 1963 und 1966. In den 1960er Jahren wurde eine Verbandsschule eingerichtet mit Jahrgangsklassen und 370 Schülern. Nach Gründung Rödentals war die Einberger Schule eine sechsklassige Grund- und Teilhauptschule und seit 2004 wird sie nur noch von Grundschülern besucht.

### Ortsname
Als Schreibweisen Einbergs sind „Ivvenberg“ (1162), „Yenberg“ (1342) und „Eynberg“ (1344) belegt. Für die ursprüngliche Bedeutung des Ortsnamens gibt es zwei Varianten. Die eine lautet Siedlung an dem mit Eiben (iwa: Eibe) bestandenen Berg, die andere Berg/Siedlung des Iwo (Name des Gründers).

## Einwohnerentwicklung
| Jahr | Einwohnerzahl |
| ---- | ------------- |
| 1783 | 138           |
| 1832 | 257           |
| 1871 | 469           |
| 1910 | 755           |
| 1939 | 870           |

| Jahr | Einwohner |
| ---- | --------- |
| 1950 | 1264      |
| 1960 | 1323      |
| 1970 | 1585      |
| 2011 | 2360      |

## Sehenswürdigkeiten

### Pfarrkirche St. Marien

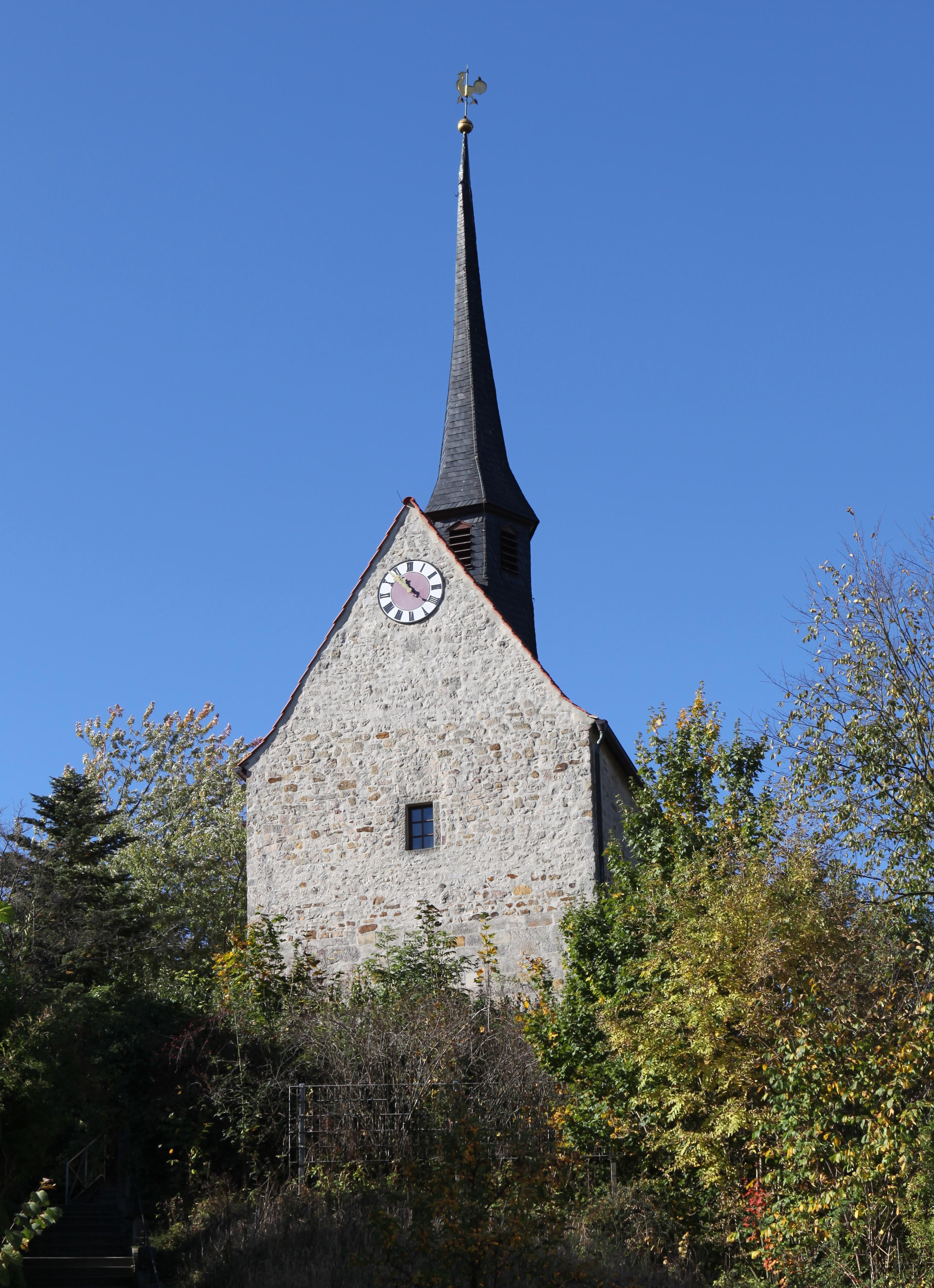
St.-Marien-Kirche

Die Kirche St. Marien wurde im Kern im 13. Jahrhundert errichtet. Sie besteht aus einem Langhaus und einem etwas eingezogenen Choranbau. Den Abschluss bildet ein spitzgiebeliges Satteldach mit einem markanten Dachreiter. Beim Wiederaufbau der in der ersten Hälfte des 15. Jahrhunderts wohl durch einen Brand beschädigten Kirche wurde ein gotisches Chorgewölbe eingezogen, in der zweiten Hälfte des 15. Jahrhunderts folgte die Ausmalung des Chors mit gotischen Fresken. Von 1946 bis 1952 wurde eine grundlegende Restaurierung durchgeführt. In den 1950er Jahren gestaltete der Münchner Maler Rudolf Büder das Langhaus mit einem Deckenbild und Emporenbildern aus.

## Wirtschaft
Ende der 2000er Jahre gab es in dem Ort einen Bäcker und einen Lebensmittelladen sowie zwei Geschäfte für Papier und Bürobedarf, außerdem vier Arztpraxen, eine Apotheke und drei Friseurbetriebe. Daneben existierten eine Bankfiliale, eine Rechtsanwaltskanzlei, sowie ein Spielwaren- und ein Sportartikelgeschäft. Das Handwerk war durch 28 Betriebe vertreten. Zwei Metallbearbeitungsbetriebe hatten 20 Mitarbeiter. Insgesamt gab es 110 Beschäftigte in den Einberger Betrieben, vor allem der Zentralen der Götz Puppenmanufaktur und der Spielwarenfabrik Fehn. Beide Unternehmen haben die Produktion aus Kostengründen ins Ausland verlagert.

## Dialekt
In Einberg wird Itzgründisch, ein mainfränkischer Dialekt, gesprochen.